# Петербургский листок
«Петербургский листок» (рус. дореф. «Петербургскiй листокъ») — русская политическая, общественная и литературная газета, издававшаяся в Санкт-Петербурге — Петрограде в 1864–1917 годах.
Основана братьями Н. и А. Зарудными, пригласившими в качестве редактора писателя А. С. Афанасьева-Чужбинского, который 23 февраля 1864 года подал в Петербургский цензурный комитет прошение о разрешении ему издания 4 раза в неделю (воскресенье, вторник, четверг и суббота). В конце того же года он отказался от редакторства и его сменил, бывший помощником редактора, В. М. Сикевич (с 30.11.1864). Уже через три месяца редактором стал И. А. Арсеньев.
Первый номер газеты вышел 15 марта 1864 года. Это была пятая частная газета Санкт-Петербурга. Первоначальный капитал на издание газеты был внесён П. В. Васильевым и И. А. Татариновым.
В первый год издания в газете начал печататься роман Вс. Вл. Крестовского «Петербургские трущобы». С 6 апреля 1865 года газета стала выходить без предварительной цензуры; в сентябре 1865 года газете было разрешено выпускать ежемесячно литературные прибавления.
С 1867 года, после целого ряда судебных процессов И. А. Арсеньева с сотрудниками и кредиторами, «Петербургский листок» снова перешёл к А. Зарудному. Вскоре программа издания значительно расширилась — стали выходить ежемесячные литературные приложения. С 1 августа 1868 года руководителем и издателем «Листка» стал А. А. Соколов. С 1872 года арендатором-издателем газеты стал В. А. Владимирский, пригласив в соиздатели М. М. Стопановского (до половины 1877 года) и А. А. Соколова (до 1884 года). В 1876 году единоличным собственником газеты стал А. В. Владимирский; А. Соколов до 1884 года оставался с ним соиздателем.
Официальными редакторами с августа 1868 года были А. Супонев, А. Соколов, П. А. Зарубин, а с 1886 года — Н. А. Скроботов. Существенно изменил лицо газеты приглашенный А. В. Владимирским в качестве редактора критик А. А. Измайлов.
Сначала газета выходила четыре раза в неделю, с 1871 года — пять раз, а с 1882 года — ежедневно. В 1876 году «Петербургский листок» получил третье предостережение и был приостановлен на два месяца. С августа 1914 года издание было переименовано в «Петроградский листок». В 1917 году газета прекратила своё существование.
Среди сотрудников и авторов газеты был «дядя Митяй» (Тогольский Дмитрий Дмитриевич; ум. 1898).

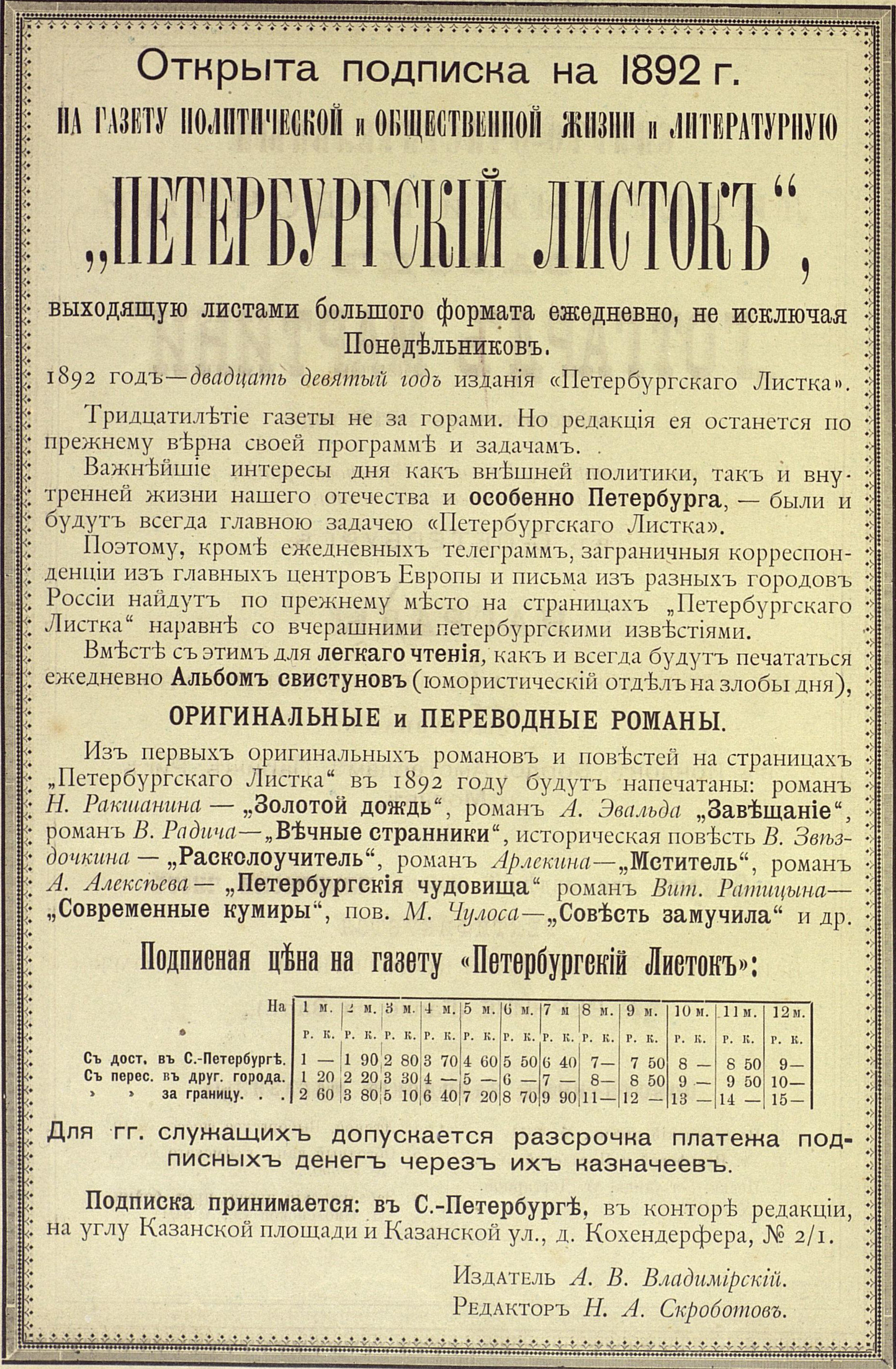
Реклама газеты, 1892 год.
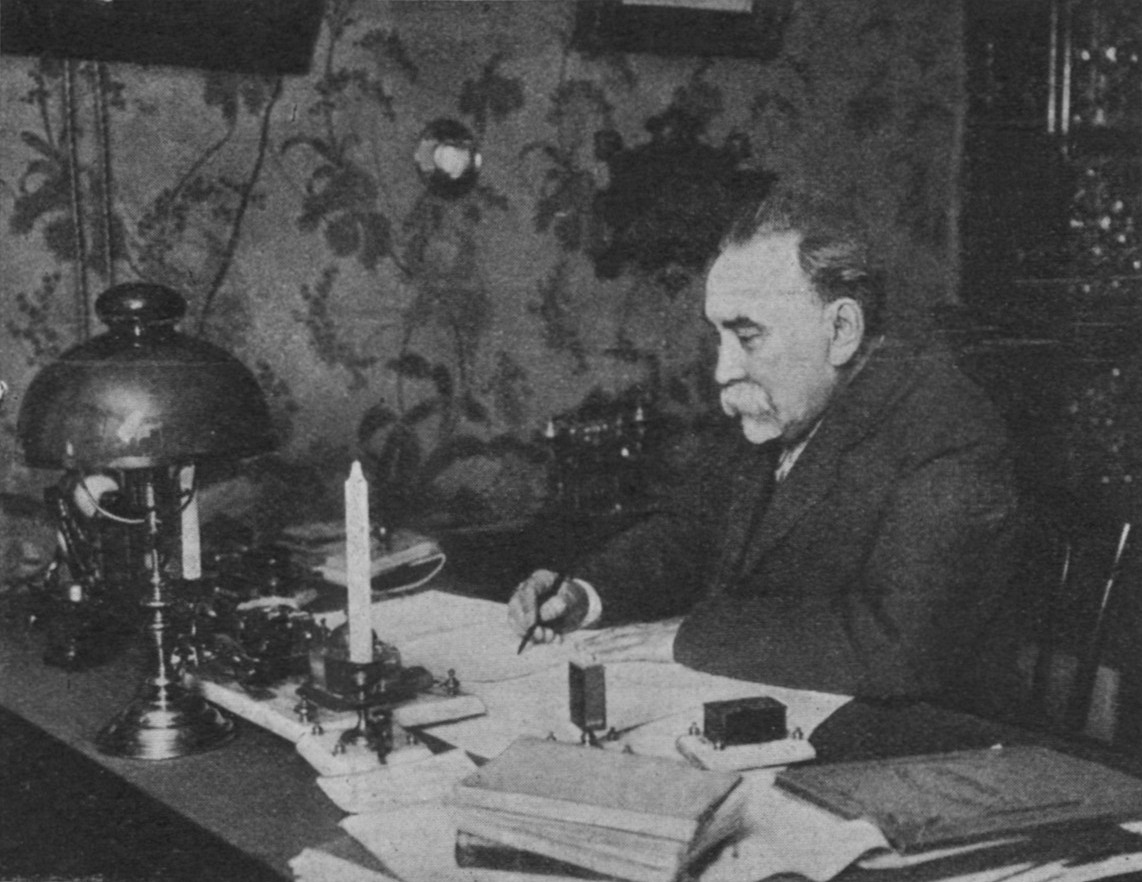
Н. А. Скроботов за своим рабочим столом в редакции газеты «Петербургский листок», 1909 год